# 赤柱軍營
赤柱軍營（英語：Stanley Barracks），是中國人民解放軍駐香港部隊其中的一座軍營，位於香港香港島南區赤柱半島的最南端。其地理位置極佳，三面皆環海，面向南丫島，而赤柱軍營與南丫岛之间的航线為重要的货运輪船航线之一，亦為幾乎是所有來訪香港的军舰的必經航道之一。

## 歷史
香港回歸前，赤柱軍營為駐港英軍的通讯基地。赤柱軍營座落有一座赤柱炮台，於1936年建造，於1937年7月建成。赤柱炮台落成投入服務後，東海岸射擊指揮部亦由魔鬼山遷移至此處，赤柱炮台裝置有3門9.2吋大炮，全部來自摩星嶺砲台及歌賦砲台。興建炮台期間，由於黃麻角村在炮台原來地址及附近一帶，香港政府因而於赤柱興建了8間平房來安置村民，即現時的八間屋。
在香港保衛戰中，駐守於赤柱炮台的皇家炮兵團第8重炮兵營及其他駐守軍隊軍曾經顯示過威力，使到日本皇軍傷亡嚴重。同年（1941年）12月25日，香港總督楊慕琦在撤走部份軍事及政治重要人物後，在同日下午5時通知日本皇軍司令部，宣布英屬香港投降，於同日晚上7時簽署了投降書，並且公開下令投降。但是當時位於赤柱的東旅指揮官瓦理士准將未肯定投降的情報之真偽，繼續有效率地反抗日本皇軍229聯隊，並且以赤柱炮台的9.2英吋大炮阻止日本皇軍的推進，使到日本皇軍的軍事行動受到阻礙。至12月26日，瓦理士准將確認投降令後才正式投降。
於香港淪陷時期，赤柱炮台及整座赤柱軍營為日本皇軍所佔領及使用。在三年零八個月的香港日治時期中，赤柱炮台及大炮由日本皇軍所使用，並且予以了擴建，用來對付盟軍的反擊。
1997年香港主權移交，赤柱軍營由中國人民解放軍駐港部隊駐守，當中首批108名官兵於同年6月30日晚率先進駐，預備交接事宜。而在主權移交後，此軍營為駐港陸軍部隊步兵第4營，以及輕型合成1營的所在地。
赤柱軍營營內的赤柱炮台被評級為香港一級歷史建築，惟由於是軍事禁區，所以不對外開放。

## 交通
早期赤柱炮台總站位於赤柱軍營範圍內，由於赤柱軍營屬於禁區範圍（軍事禁區），所有乘客（駐港英軍人員除外）都必須在正門前下車，車長會進入軍營範圍內掉頭。香港回歸後，軍營仍然屬於軍事禁區，車長必須持有許可證才可以進入軍營範圍。至2001年8月27日，因為赤柱軍營閘口的巴士迴旋處啟用，所有巴士路線均縮短至該處為止，不再駛進赤柱軍營範圍內掉頭。現時，該巴士迴旋處只有在赤柱軍營開放日才會有巴士的路線所使用。

## 相關參見
- 黃麻角道
- 八間屋
- 赤柱炮台
- 香港保衞戰
- 赤柱拘留營
- 赤柱軍人墳場
- 舊赤柱警署
- 赤柱監獄